# قائمة أنواع الزيزفورة
يوجد عدة أنواع من جنس الزيزفورة:
- زيزفورة إسبانية (الاسم العلمي:Ziziphora hispanica)
- زيزفورة أراغونية (الاسم العلمي:Ziziphora aragonensis)
- زيزفورة باميرالاية (الاسم العلمي:Ziziphora pamiroalaica)
- زيزفورة برانتية (الاسم العلمي:Ziziphora brantii)
- زيزفورة بوشكينية (الاسم العلمي:Ziziphora puschkinii)
- زيزفورة رادية (الاسم العلمي:Ziziphora raddei)
- زيزفورة رفيعة (الاسم العلمي:Ziziphora tenuior)
- زيزفورة رؤيسية (الاسم العلمي:Ziziphora capitata)
- زيزفورة طوروسية (الاسم العلمي:Ziziphora taurica)
- زيزفورة غالينية (الاسم العلمي:Ziziphora galinae)
- زيزفورة فارسية (الاسم العلمي:Ziziphora persica)
- زيزفورة لبدية (الاسم العلمي:Ziziphora tomentosa)
- زيزفورة متقطعة (الاسم العلمي:Ziziphora interrupta)
- زيزفورة ورونوفية (الاسم العلمي:Ziziphora woronowii)
- زيزفورة رمادية (الاسم العلمي:Ziziphora clinopodioides)
- زيزفورة معنقة (الاسم العلمي:Ziziphora pedicellata)
- زيزفورة شجيرية (الاسم العلمي:Ziziphora suffruticosa)

## أنواع غير مؤكدة
- زيزفورة شبه ثلجية (الاسم العلمي:Ziziphora subnivalis)
- زيزفورة فيشدسفيانية (الاسم العلمي:Ziziphora vichodceviana)